# SK Slezan Opava
SK Slezan Opava (celým názvem: Sportovní klub Slezan Opava) byl prvním českým sportovním klubem na území Slezska a druhý nejstarším fotbalovým klubem ve městě Opava.

## SK Slezan Opava (1907 - 1928)
Klub byl založen v červnu 1907 bývalým jednatelem AFK Kolín - A. Tomkem jako neregistrovaný spolek pod názvem Footballový kroužek Opava. Počátkem roku 1908 byl klub řádně zaregistrován u Českého svazu footballového jako SK Slezan Opava.
V roce 1928 došlo k dohodě o sloučení SK Slezan Opava, SK Unie Kateřinky a SK Slavia Kateřinky pod názvem SK Slezská Slavia Opava. 

## SK Slezan Kateřinky (1930 -  1938)
O dva roky později - 1930 - došlo k obnovení Slezanu jako SK Slezan Kateřinky. Koncem roku 1938, před začátkem okupace, hrál Slezan v I. A třídě Slezské župy Footballové. Příchod německých vojsk do Opavy znamenal konec činnosti.

## SK Slezan Opava (1945 -  1950)
První obnovený klub po válce byl v roce 1945 SK Slezan Kateřinky, který si hned zabral hřiště po bývalém DSV Troppau. Ještě v prvním měsíci upravuje klub svůj název na SK Slezan Opava. V roce 1948 je klub začleněn pod Sokol jako Sokol Slezan Opava a hned o dva roky později - 1950 - je začleněn pod ZSJ SPJP Opava („Závodní sokolská jednota Slezského průmyslu jemného pečiva Opava“). 
Za teoretického pokračovatele lze považovat TJ Slezan Opava, založený v únoru roku 1959 sloučením TJ Slavoj Opava a TJ Tatran Opava.